# François Lacharme

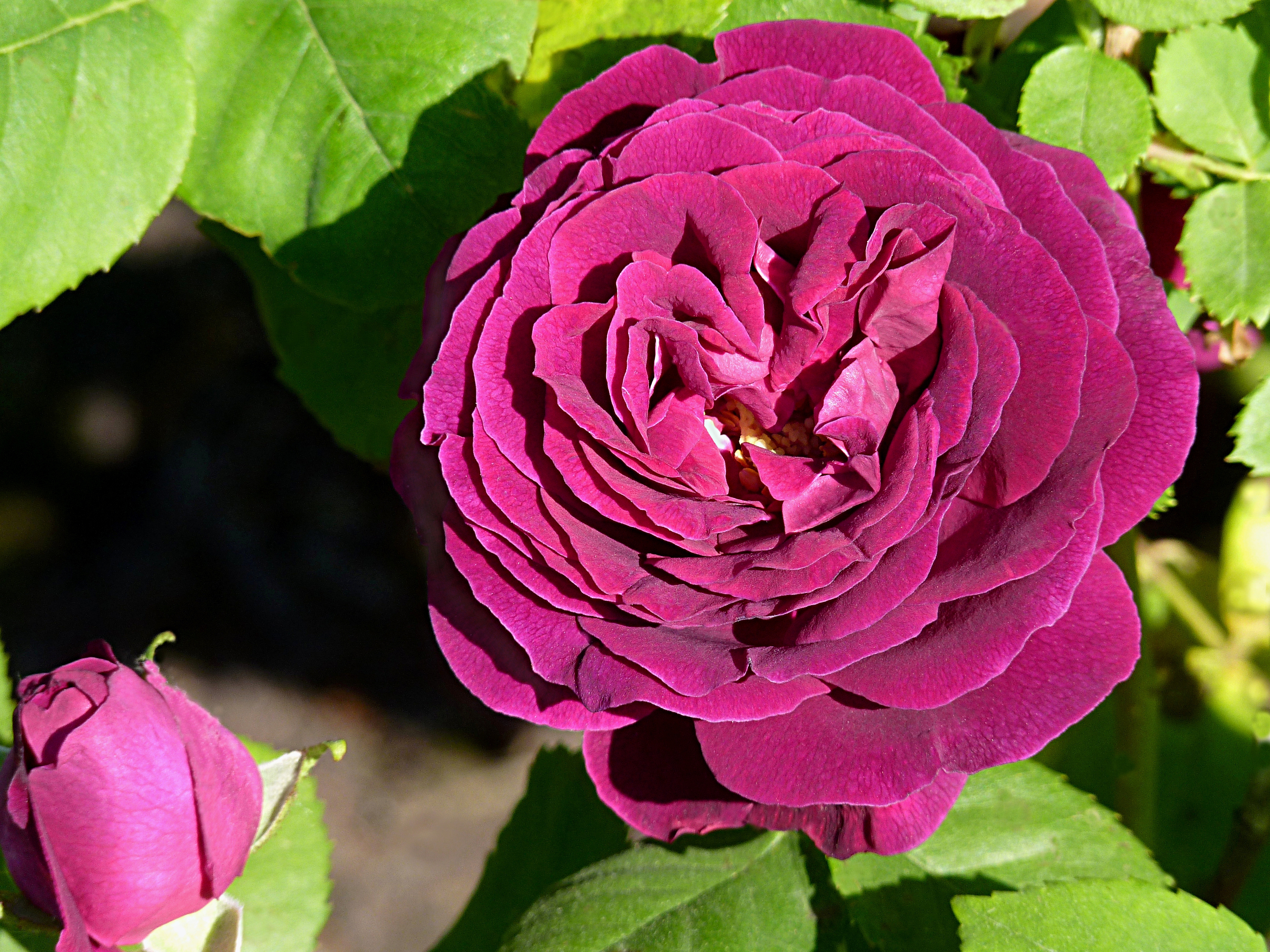
Lacharmes berühmte Remontant-Rose 'Souvenir du Docteur Jamain' (1865)

François Lacharme (* 23. Januar 1817 in Saint-Didier-sur-Chalaronne (Ain); † 3. November 1887 in Lyon) war ein französischer Rosenzüchter.

## Leben
Er stammte aus einer Bauernfamilie und sollte eigentlich in die Fußstapfen seines Vaters treten. Aber François interessierte sich von klein auf vor allem für die Rosen im elterlichen Garten. Nach einigem Widerstand durfte er schließlich 1836 nach Lyon in der Gärtnerei eines Monsieur Poncet in die Lehre gehen.
In Lyon lernte er auch den Rosenzüchter Jacques Plantier kennen, der ihm im Jahr 1839 half nach Paris zu gehen, indem er ihm ein Empfehlungsschreiben für einen Monsieur Pirolle, den Begründer des Journals Le Bon Jardinier („Der gute Gärtner“), schrieb. Pirolle verschaffte dem jungen Lacharme eine Stelle in einer holländischen Gärtnerei in Paris, die ganz in der Nähe des Jardin du Luxembourg lag, welcher zu dieser Zeit von Julien-Alexandre Hardy geleitet und in einen der bedeutendsten Rosengärten der Epoche verwandelt worden war. So konnte Lacharme häufig und regelmäßig zu den Rosen des Luxembourg gehen, um sie zu bewundern und zu studieren und lernte wahrscheinlich auch Hardy persönlich kennen.

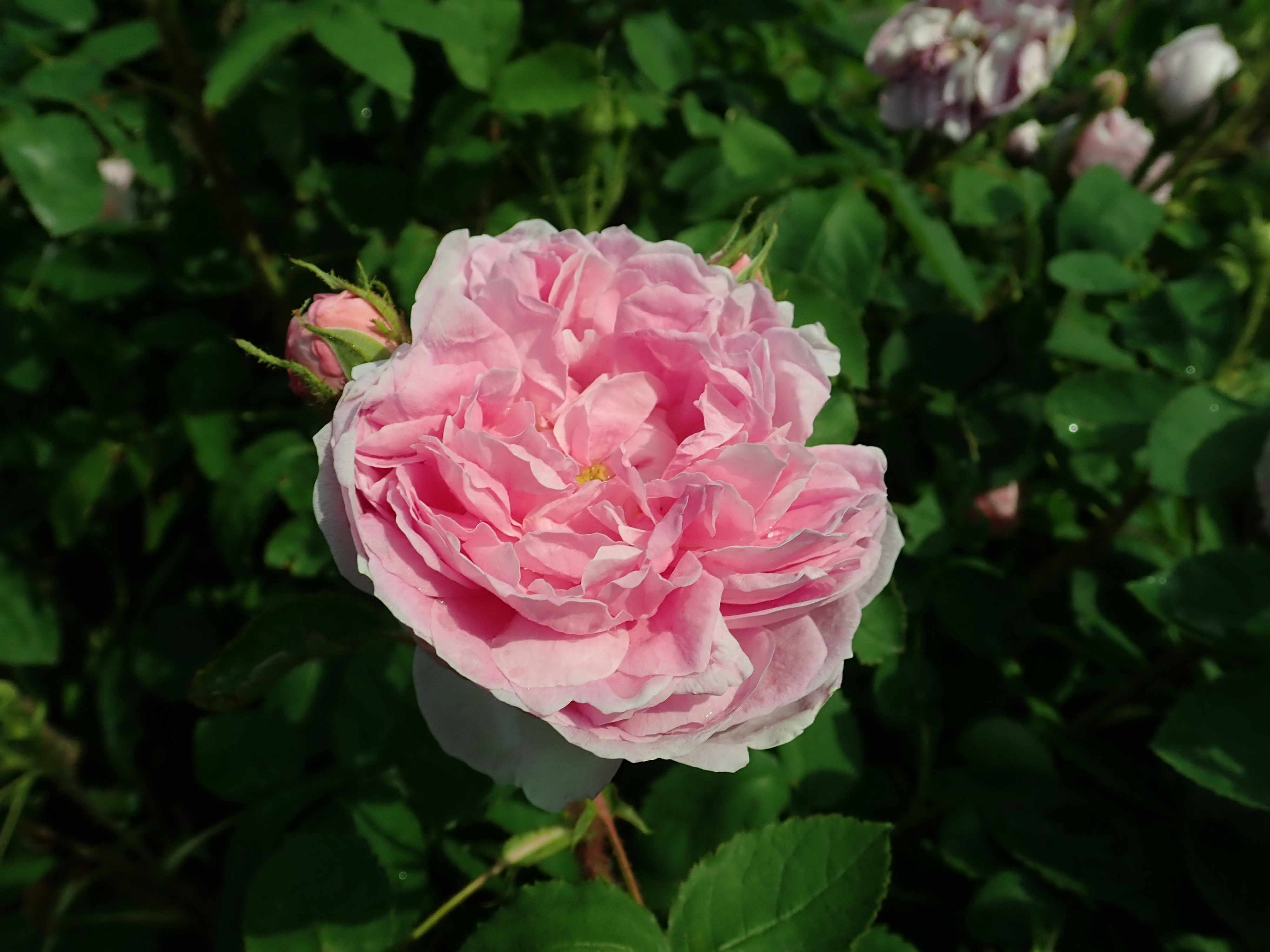
'Salet', 1854

Bereits im Jahr darauf, 1840, übernahm Lacharme den Betrieb und die Rosenschule von Jacques Plantier in Lyon, der ihm auch einige gute Ratschläge bezüglich der Rosenzucht gab. Die erste eigene Sorte von Lacharme war die Remontant-Rose 'Ernestine de Barante', die er 1843 herausbrachte.
Lacharme entwickelte sich zu einem der namhaftesten und bedeutendsten Rosenzüchter Lyons und züchtete gut 100 neue Sorten, von denen auch heute noch relativ viele bekannt sind, darunter die 1854 eingeführte remontierende rosa-farbene Moosrose 'Salet', die karmin-rosa Remontant-Rose 'Anna de Diesbach' (1857) und die kirschrote Bourbon-Rose 'Victor Verdier'; die beiden letzteren kamen 1859 in den Handel und hatten internationalen Erfolg.
1859 brachte er auch seine erste Noisette-Rose 'Coquette de Lyon' heraus, welcher unter anderem die Sorten 'Louise d’Arzens' (1861), 'Mme. de Rougemont' (1862), 'Mme. Gustave Bonnet' (1864) und die berühmte weiße 'Boule de Neige' (1867) folgten – die letzteren vier wurden noch Jahrzehnte später, im Jahr 1907, von dem Rosenzüchter Pierre Guillot als die besten wiederholt blühenden Noisette-Rosen überhaupt bezeichnet.

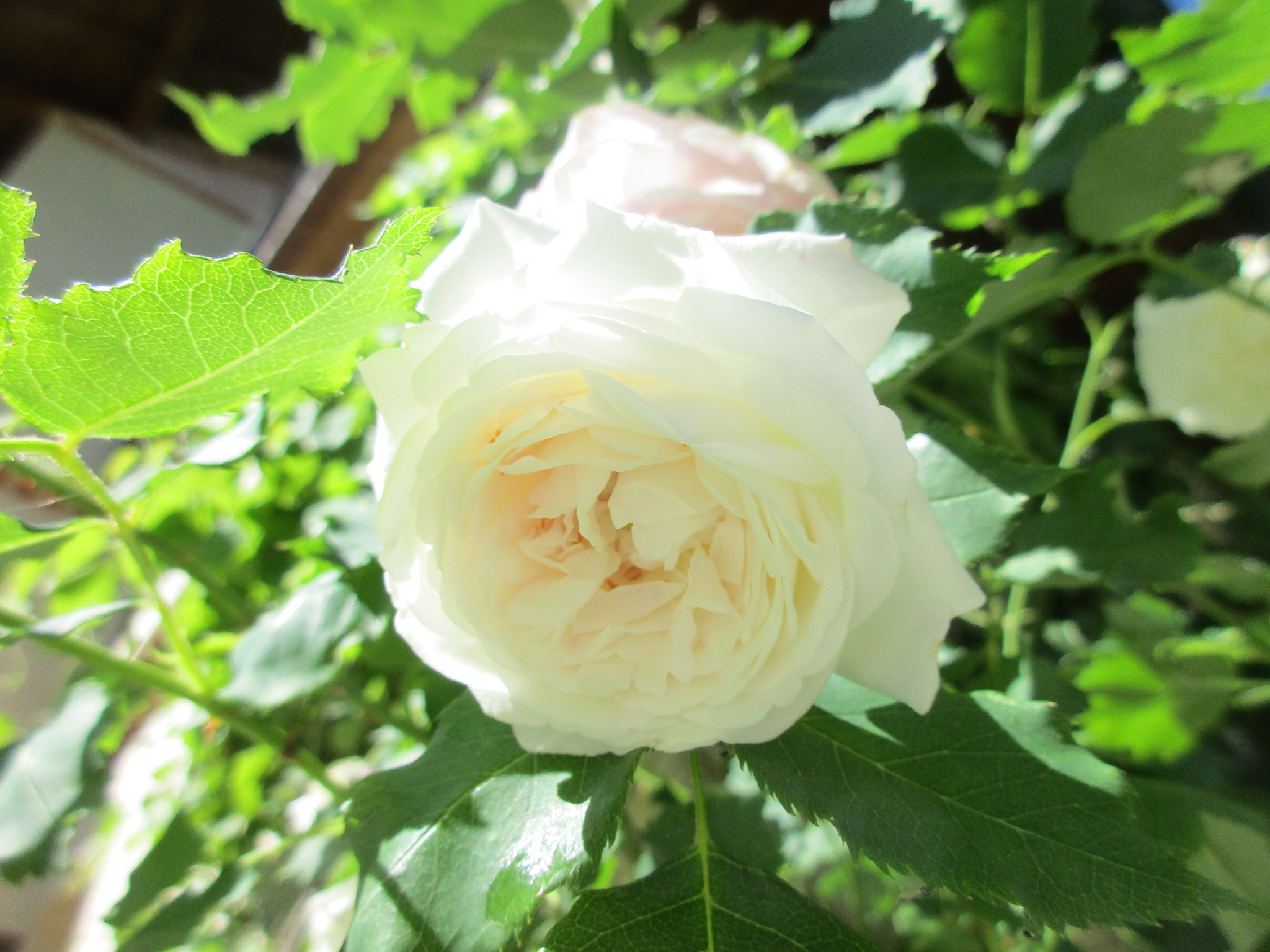
'Boule de Neige', 1867

Ebenfalls berühmt wurden eine Reihe von Lacharmes Remontant-Rosen, darunter die purpurrote 'Souvenir du Dr. Jamain' (1865) und die scharlachrote 'Louis van Houtte' (1870). Erfolge waren auch die hell- bis lachsrosa Teehybride 'Captain Christy' (1873) sowie die rosig weiße Noisette-Rose 'Coquette des Blanches' (1871).
Weitere bekannte Lacharme-Rosen sind: 'Cornet' und 'Mélanie Willermot' (1845), 'Desgaches' (1850), 'Paeonia' (1855), 'Madame Massot' (1856), 'Charles Lefebvre' (1861), 'Lady Emily Peel' (1862), 'Xavier Olibo' (1864), 'Alfred Colomb' (1865), 'Clara Cochet' (1866), 'Perle des Blanches' (1872), 'Hippolyte Jamain' (1874), 'Madame François Pittet' (1877), 'Madame Lombard' (1878) und 'Éclair' (1883).
Besonderen Erfolg hatten seine Rosen in England, wo er offenbar der beliebteste der französischen Rosenzüchter war.
Nach zeitgenössischem Zeugnis war François Lacharme ein intelligenter, grundehrlicher und fleißiger Mann, der „von allen, die ihn kannten, geschätzt wurde“. Er schrieb auch regelmäßig Artikel für das von Cochet und Bernardin publizierte Le Journal des Roses. Obwohl er als bescheidener Mann galt, geriet er mit seinem jüngeren Kollegen Joseph Schwartz, dem Nachfolger von Guillot père, in einen Streit, der öffentlich in den Fach-Journalen Le Cultivateur de la Région Lyonnaise und Le Revue Horticole Belge ausgetragen wurde. Lacharme vertrat dabei die Ansicht, dass Rosen auf ihren eigenen Wurzeln kultiviert werden sollten, während Schwartz für die Veredelung auf einem Wildrosenstock war.
François Lacharme starb mit 70 Jahren am 3. November 1887. Nach seinem Tode wurde spontan ein „Committée Lacharme“ gebildet, das als Verbindung zwischen seinen Freunden und Bewunderern in Paris und Lyon gedacht war.

## Galerie: Rosen von François Lacharme

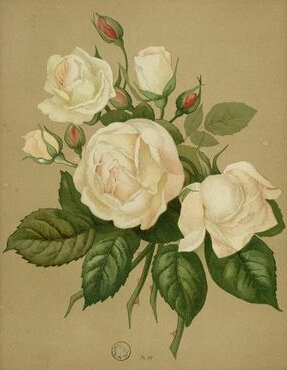
'Mélanie Willermoz', 1845
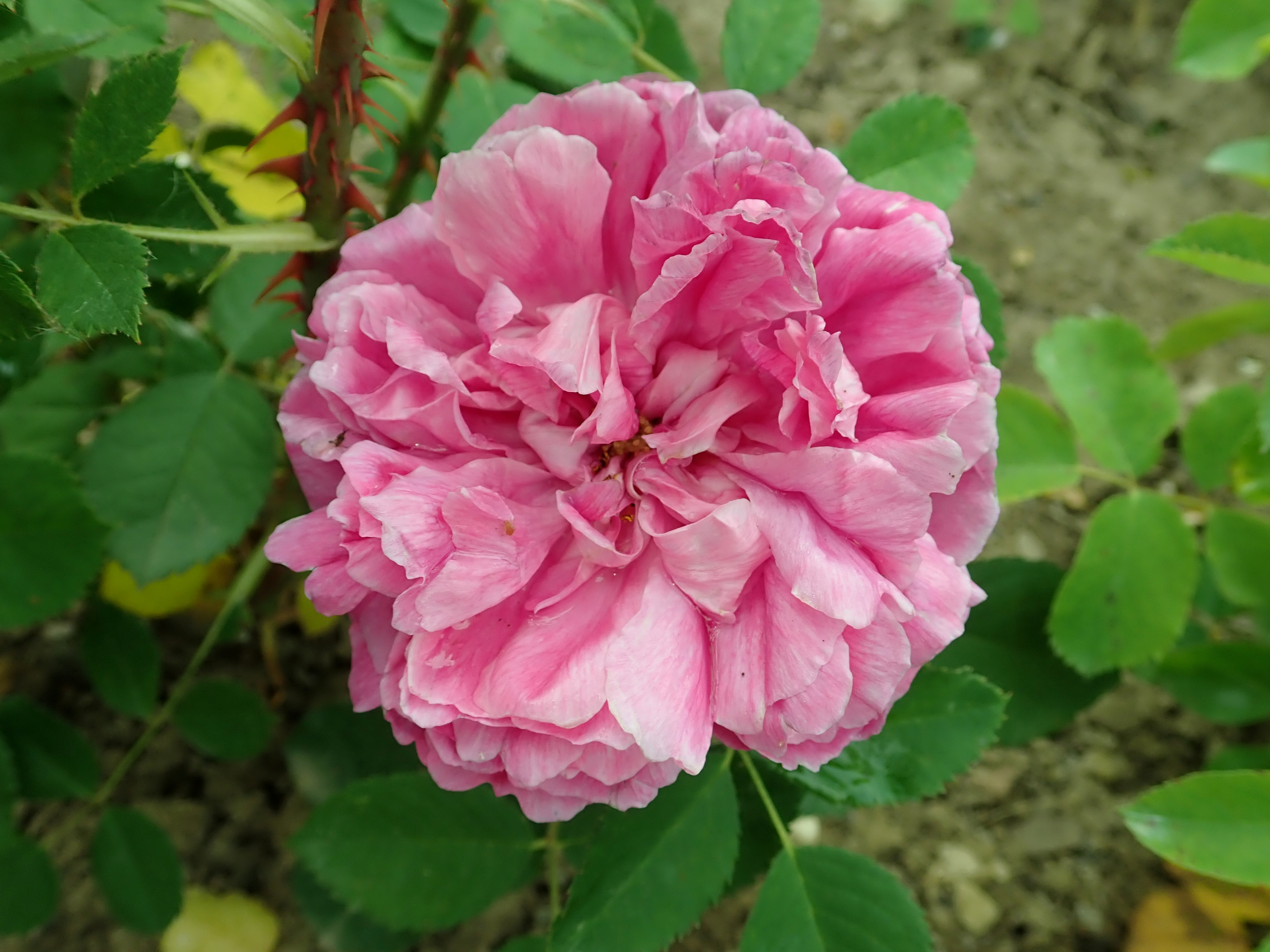
'Paeonia', 1855
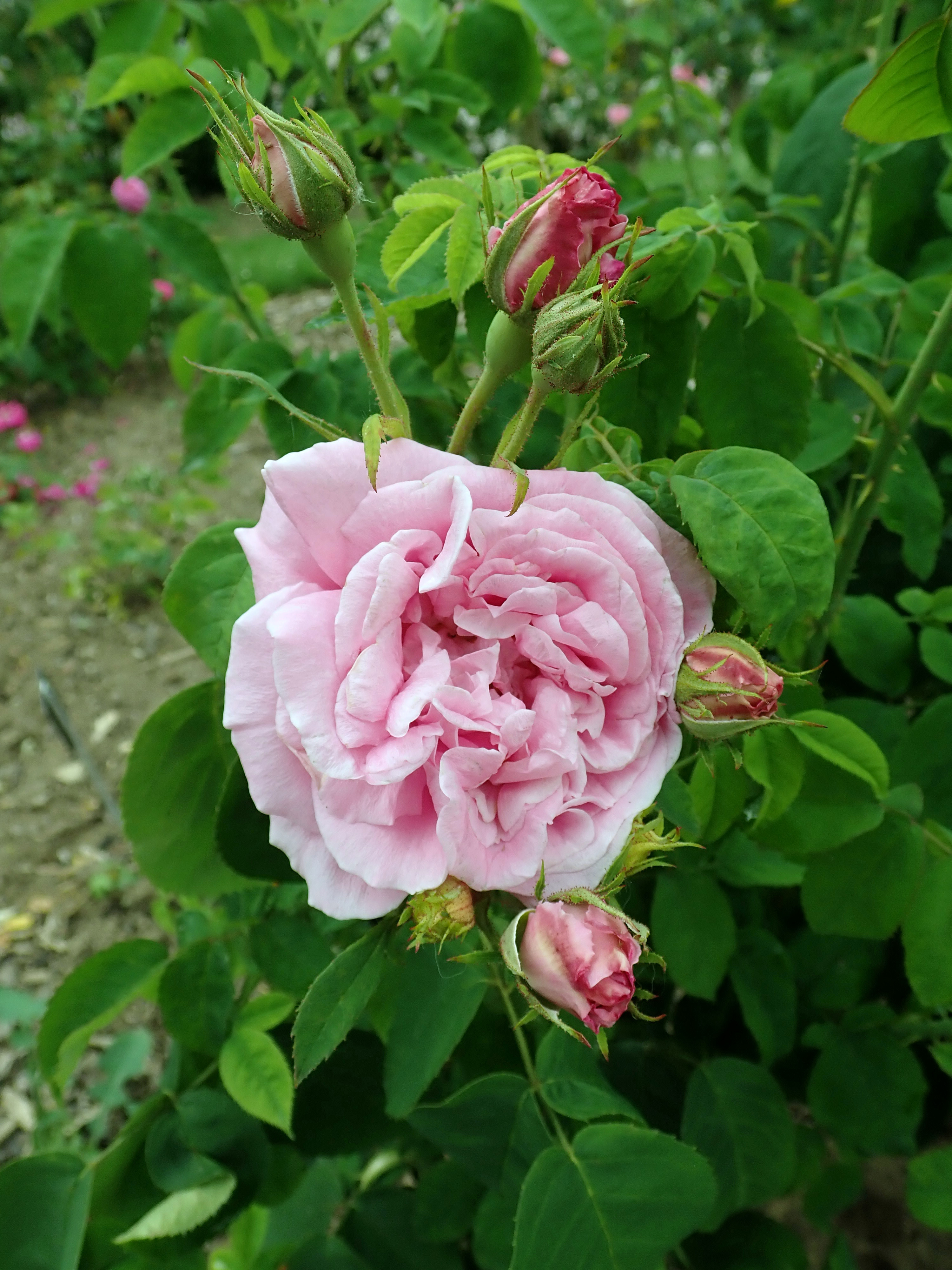
'Victor Verdier', 1859
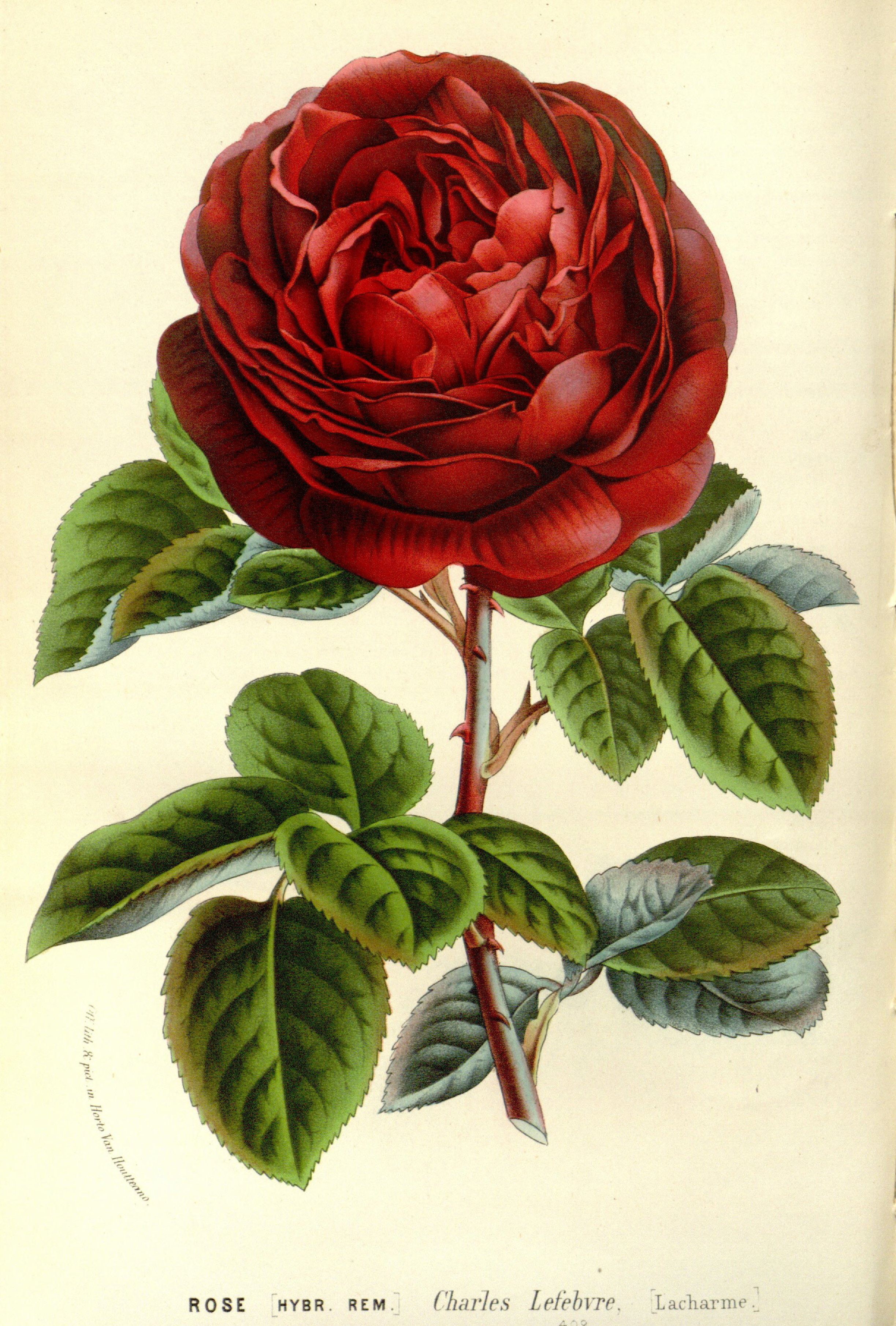
'Charles Lefebvre', 1861
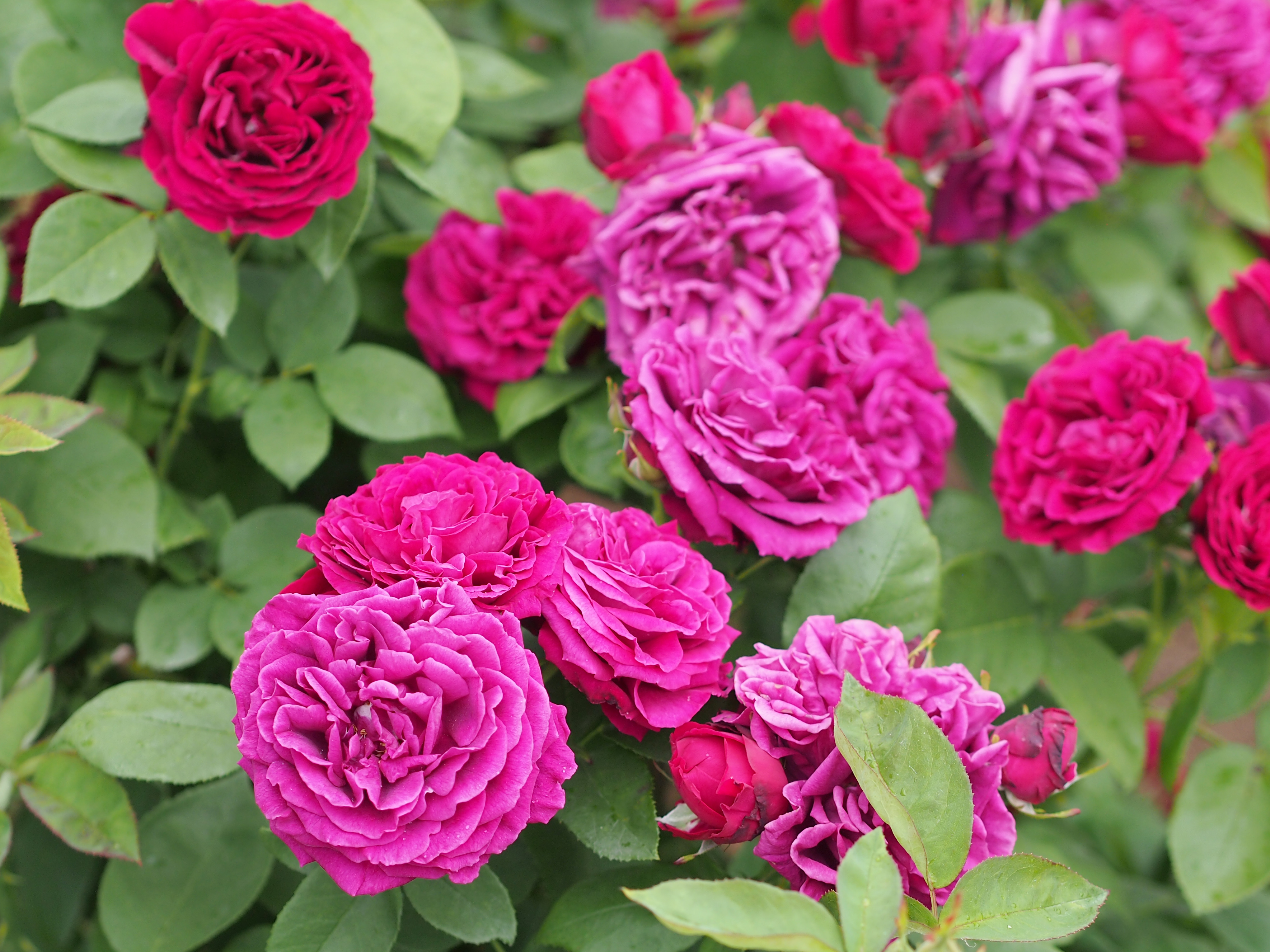
'Xavier Olibo', 1864
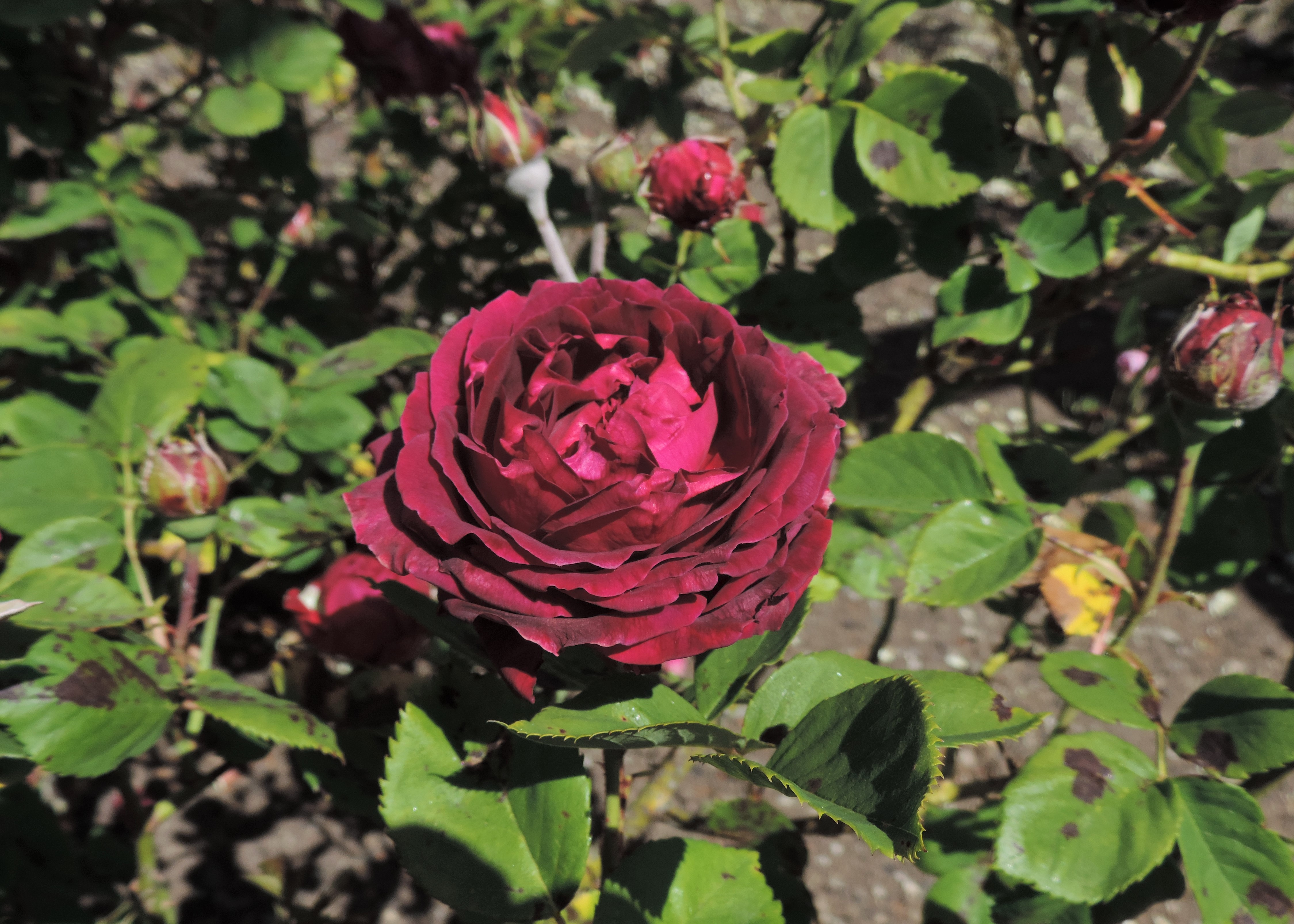
'Alfred Colomb', 1865
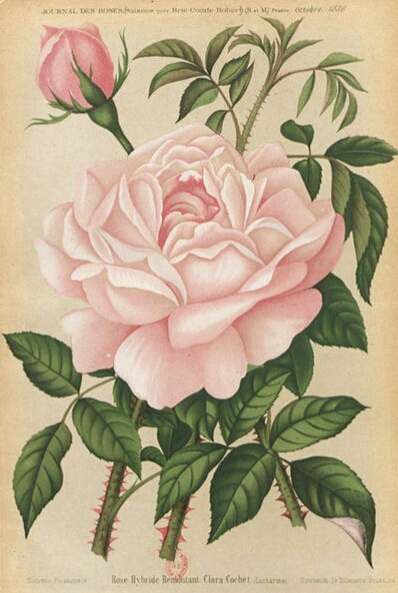
'Clara Cochet', 1866
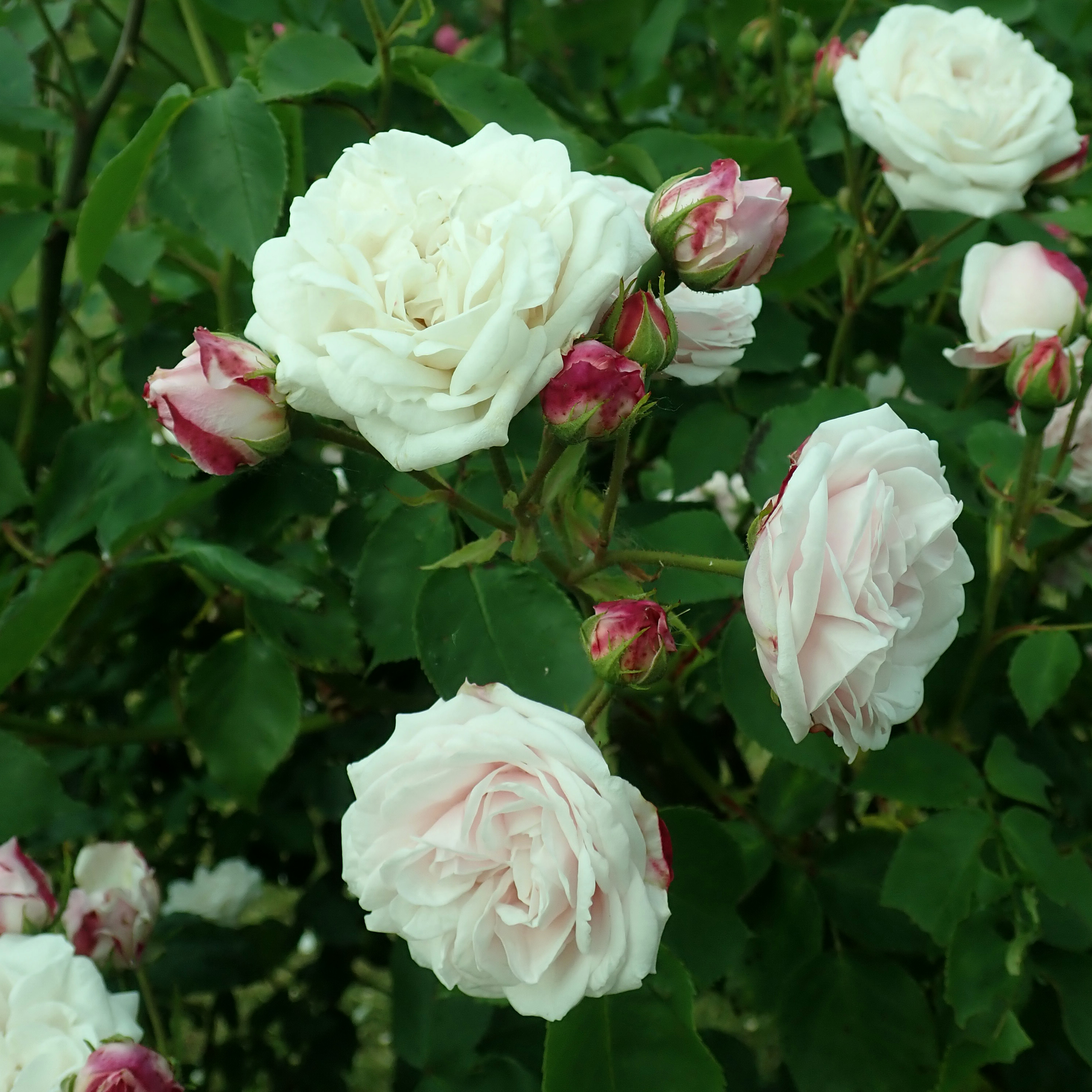
'Coquette des Blanches', 1871
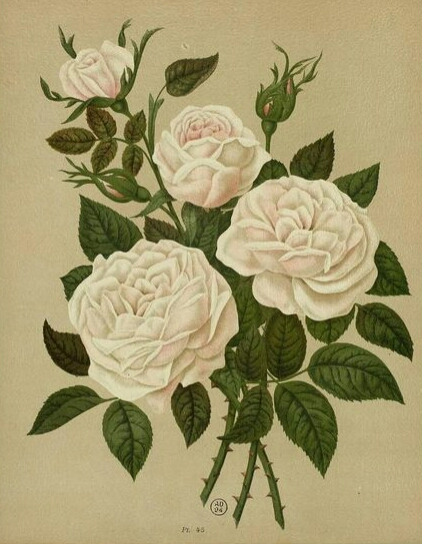
'Madame Lacharme', 1872
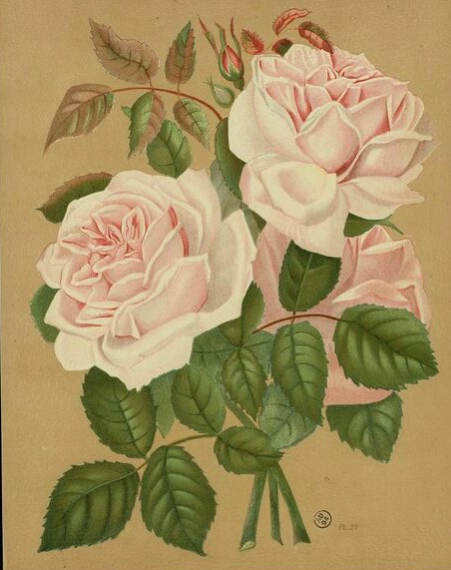
'Capitaine Christy', 1873
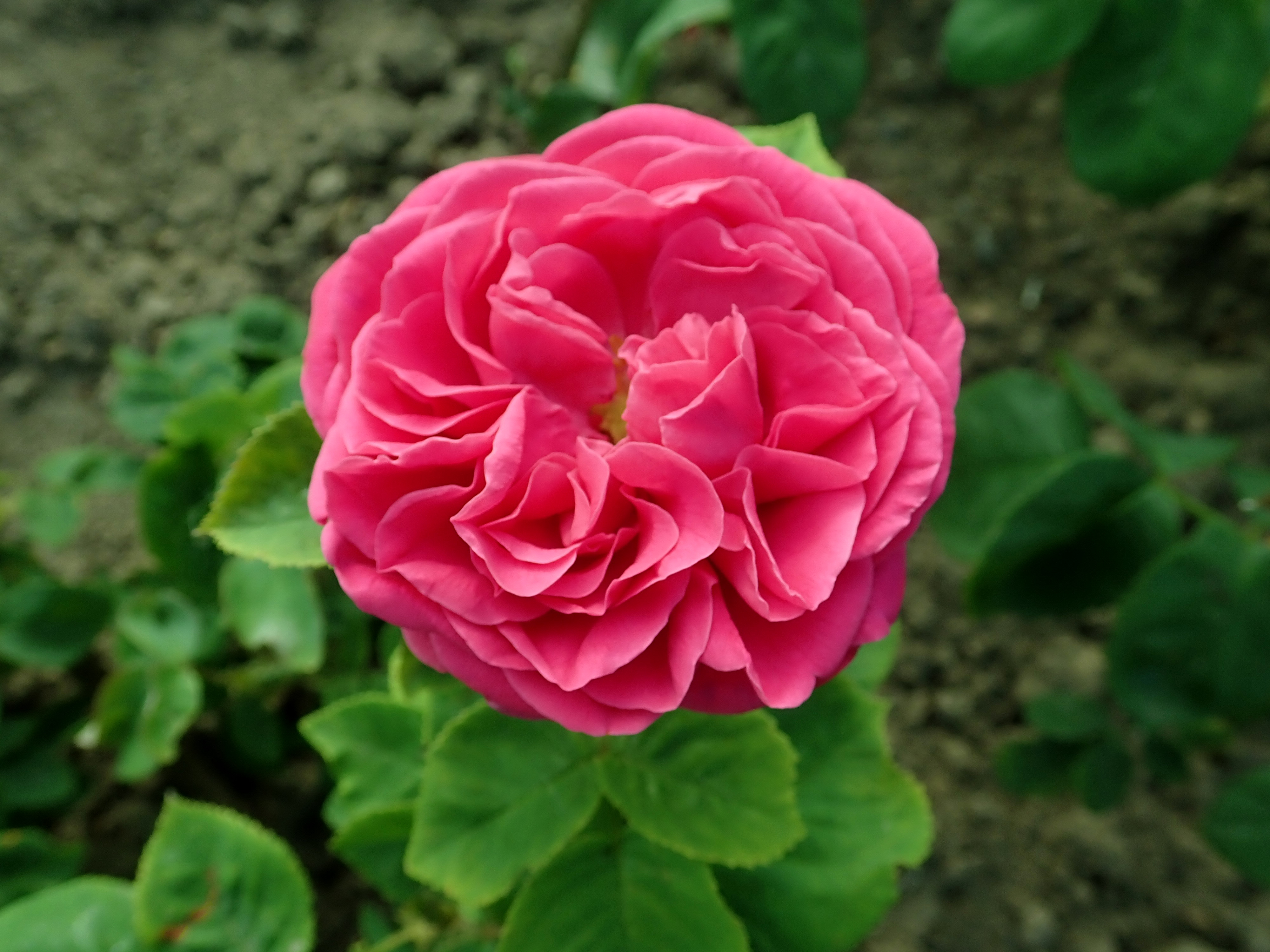
'Hippolyte Jamain', 1874
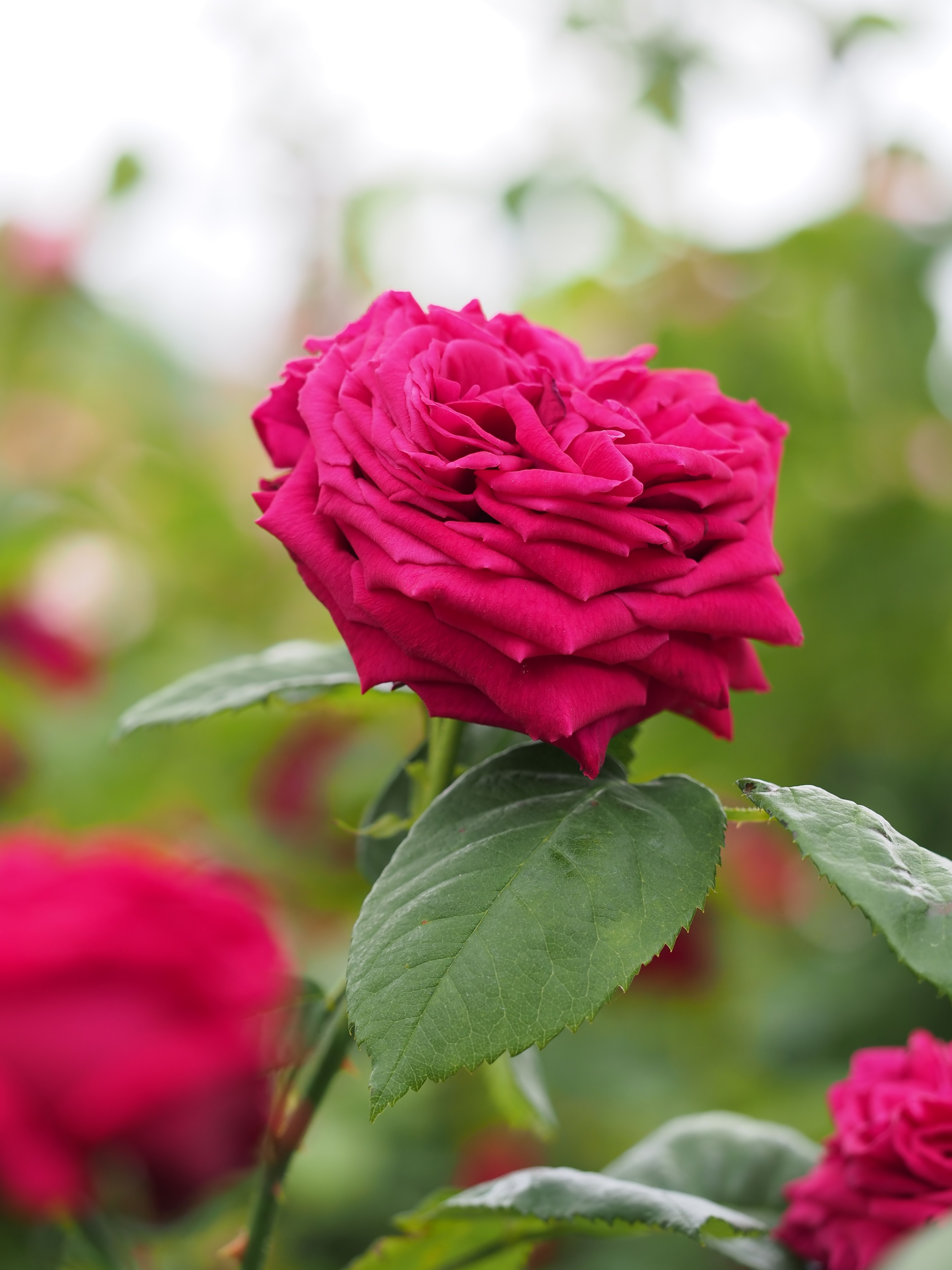
'Éclair', 1883